# Tamandua południowa
Tamandua południowa, tamandua, mrówkojad czteropalczasty (Tamandua tetradactyla) – gatunek ssaka z rodziny mrówkojadowatych (Myrmecophagidae).

## Taksonomia
Gatunek po raz pierwszy zgodnie z zasadami nazewnictwa binominalnego opisał w 1758 roku szwedzki przyrodnik Karol Linneusz nadając mu nazwę Myrmecophaga tetradactyla. Miejsce typowe to według oryginalnego opisu „Ameryka Południowa” (łac. Habitat in America meridionali), ograniczona w 1911 roku przez Oldfielda Thomasa do Pernambuco, w Brazylii. Linneusz swój opis oparł na wcześniejszych tekstach innych autorów.
Podgatunki nigra i quichua zostały opisane na podstawie osobników melanistycznych; badania morfologiczne przeprowadzone w XXI wieku wykazały dwie odrębne grupy w Brazylii oddzielone rzekami Amazonka i Madeira, niemniej jednak najnowsze badania genetyczne wykazały, że zmienność osobników może wskazywać jedynie na lokalne przystosowania do różnych środowisk. 
Autorzy Illustrated Checklist of the Mammals of the World rozpoznają cztery podgatunki. Podstawowe dane taksonomiczne podgatunków (oprócz nominatywnego) przedstawia poniższa tabelka:
| Podgatunek      | Oryginalna nazwa                 | Autor i rok opisu               | Miejsce typowe                  | Holotyp |
| --------------- | -------------------------------- | ------------------------------- | ------------------------------- | --- |
| T. t. nigra     | Myrmecophaga nigra               | É. Geoffroy Saint-Hilaire, 1803 | Gujana Francuska.               | |
| T. t. quichua   | Tamandua tetradactyla quichua    | O. Thomas, 1927                 | Yurac Yacu, San Martín, Peru.   | Samica (sygnatura BMNH 1927.1.1.156) ze zbiorów Muzeum Historii Naturalnej w Londynie; okaz zebrany 20 lipca 1926 roku przez Russella Hendee’ego.                       |
| T. t. straminea | Myrmecophaga bivittata straminea | Cope, 1889                      | Chapada, Mato Grosso, Brazylia. | Prawie idealna skóra (sygnatura ANSP 4635) ze zbiorów The Academy of Natural Sciences of Drexel University; okaz zebrany w listopadzie 1883 roku przez Herberta Smitha. |

### Etymologia
- Tamandua: port. tamanduá „tamandua”, od tupi tacy „mrówka”; monduar „łapać”[32].
- tetradactyla: gr. τετραδακτυλος tetradaktulos „czteropalczasty, o czterech palcach”, od τετρας tetras, τετραδος tetrados „cztery”; δακτυλος daktulos „palec”[33].
- nigra: łac. niger „czarny, ciemnego koloru”[34].
- quichua: Keczua (Kiczua, Quechua, Quichua), tubylczy lud zamieszkujący Andy[19].
- straminea: nowołac. stramineus „słomkowożółty”, od łac. stramineus „ze słomy”, od stramen, straminis „słoma”, od sternere „rozrzucać”[35].

## Zasięg występowania
Tamandua południowa występuje w zależności od podgatunku:
- T. tetradactyla tetradactyla – wschodnia i południowo-wschodnia Brazylia.
- T. tetradactyla nigra – wschodnia Kolumbia, Wenezuela, Trynidad, Gujana i północna brazylijska Amazonia.
- T. tetradactyla quichua – wschodni Ekwador, wschodnie Peru i zachodnia brazylijska Amazonia (Amazonas i Acre).
- T. tetradactyla straminea – Boliwia, południowa brazylijska Amazonia, Paragwaj, północna Argentyna i północny Urugwaj.

## Morfologia
Długość ciała (bez ogona) 470–770 mm, długość ogona 400–670 mm, długość ucha 50–54 mm, długość tylnej stopy 80–120 mm; masa ciała 3,5–8,4 kg. Ma podłużny pysk, a jego ciało pokryte jest żółtobrązową sierścią.

## Ekologia
Zamieszkuje lasy tropikalne i formacje sawannowe (campos, llanos) do wysokości 2000 m n.p.m. 
Żywi się mrówkami, termitami i pszczołami (czasem je owoce), używając swoich mocnych kończyn przednich do rozrywania gniazd owadów i łapiąc je swoim długim zwiniętym językiem. Do obrony służą mu głównie ostre szpony.

## Status zagrożenia
W Czerwonej księdze gatunków zagrożonych Międzynarodowej Unii Ochrony Przyrody i Jej Zasobów został zaliczony do kategorii LC (ang. least concern ‘najmniejszej troski’).